# Zyprische Badmintonmeisterschaft 2018
Die Zyprische Badmintonmeisterschaft 2018 fand vom 24. bis zum 25. November 2018 in Kaimakli statt. 

## Medaillengewinner
| Disziplin    | Gold                                       | Silber                            | Bronze                                   |
| ------------ | ------------------------------------------ | --------------------------------- | ---------------------------------------- |
| Herreneinzel | Orestis Pissis                             | Christakis Temereas               | Antonis Antoniou                         |
| Herreneinzel | Orestis Pissis                             | Christakis Temereas               | Savvas Hadjipantelis                     |
| Dameneinzel  | Eleni Christodoulou                        | Anastasia Zintsidou               | Ioanna Pissi                             |
| Dameneinzel  | Eleni Christodoulou                        | Anastasia Zintsidou               | Andriana Demetriou                       |
| Herrendoppel | Andreas Fragkou Constantinos Hadjigeorgiou | Nicolas Panayiotou Orestis Pissis | George Erotokritou Savvas Hadjipantelis  |
| Herrendoppel | Andreas Fragkou Constantinos Hadjigeorgiou | Nicolas Panayiotou Orestis Pissis | Iakovos Acheriotis Aris Kattirtzi        |
| Damendoppel  | Anastasia Zintsidou Eleni Christodoulou    | Antrea Alexandrou Ioanna Antoniou | Andriana Demetriou Efremia Hadjisolomou  |
| Damendoppel  | Anastasia Zintsidou Eleni Christodoulou    | Antrea Alexandrou Ioanna Antoniou | Eva Kattirtzi Ioanna Pissi               |
| Mixed        | Christakis Temereas Anastasia Zintsidou    | Orestis Pissis Ioanna Pissi       | Thomas Anastasiades Efremia Hadjisolomou |
| Mixed        | Christakis Temereas Anastasia Zintsidou    | Orestis Pissis Ioanna Pissi       | Andreas Ioannou Eleni Christodoulou      |